# Ga Gajeong
Ga Gajeong (Lu1 City) (Tiếng Hàn: 가정(루원시티)역, Hanja: 佳亭(루원시티)驛) là ga tàu điện ngầm của Tàu điện ngầm Incheon tuyến 2 nằm ở Gajeong-dong, Seo-gu, Incheon.

## Lịch sử
- 5 tháng 10 năm 2015: Tên ga được quyết định là Ga Gajeong[1]
- 30 tháng 7 năm 2016: Bắt đầu kinh doanh với việc khai trương Tàu điện ngầm Incheon tuyến 2[2]

## Bố trí ga
| Văn phòng Seo-gu ↑    |
| \| N/B                |
| ↓ Chợ Gajeong Jungang |

| Hướng Bắc | ● Incheon tuyến 2 | ← Hướng đi Văn phòng Seo-gu · Geomam · Geomdan Sageori · Geomdan Oryu |
| Hướng Nam | ● Incheon tuyến 2 | → Hướng đi Seongnam · Incheon Gajwa · Juan · Unyeon →                 |

## Xung quanh nhà ga
- Lu1 City
- Trung tâm phúc lợi hành chính Gajeong 2-dong
- Ngã tư Gajeong
- Trường tiểu học Incheon Gawon
- Trường tiểu học Incheon Gahyeon
- Trường trung học cơ sở Gahyeon
- Trường trung học Incheon Shinhyeon
- Trường trung học Incheon Choeun
- Hóa dầu SK Incheon